# Galères (peine)
Pour les articles homonymes, voir Galère.

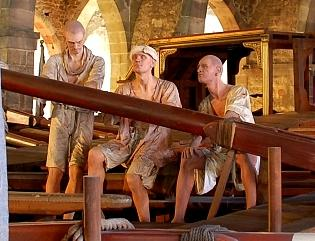
Représentation de galériens (musée maritime de Barcelone).

La peine des galères est une condamnation aux travaux forcés selon le droit pénal surtout pratiquée en France sous l'Ancien Régime et qui consiste à envoyer les forçats comme rameurs sur les galères. D'autres nations usent aussi de cette pratique : les républiques de Venise et de Gênes, et les empires espagnol et ottoman, mais de manière beaucoup moins systématique que la France.
Durant toute l'Antiquité, y compris à Rome, et au Moyen Âge, les rameurs sur les galères sont des hommes libres et des combattants[réf. nécessaire], y compris au cours de la bataille de Lépante qui oppose la flotte chrétienne de la Sainte-Ligue aux Ottomans.
L'évolution technologique de la guerre et des navires impose des navires de grande dimension chargés de canons qui demandent un équipage plus expérimenté et spécialisé, rendant moins utile la force physique pour propulser le navire. Les galères sont donc rarement utilisées en combat direct sous Louis XIV.
En 1571, la bataille de Lépante, à laquelle la France n'a pas participé, démontre la supériorité des galéasses armées de canons, peuplées de rameurs volontaires libres, à la fois soldats et marins, et surtout dotées d'une grande voilure beaucoup plus manœuvrable que celle des galères.
En outre, le glissement de la puissance maritime de la Méditerranée vers l'Atlantique s'appuie sur le développement de la marine à voile avec le galion puis le navire de ligne. La galère, navire sur lequel la puissance maritime de Venise s'appuie au Moyen Âge, n'a plus d'utilité commerciale et militaire dès le XVIe siècle. De ce fait, seule la France met en place au XVIIe siècle une organisation pénale spécifique basée sur la peine des galères.

## La condamnation aux galères
La condamnation aux galères est à la fois une réponse face à la déviance, mais aussi une manière, pour le roi Louis XIV, de marquer sa puissance sur l'ensemble de ses sujets, y compris le bas peuple et les opposants religieux (huguenots) au roi.
Les galères sont un type de « peine afflictive et infamante » à laquelle condamnaient les juridictions pénales de l'Ancien Régime pour certains crimes car le droit commun de la France ne prévoyait de peines de prison que pour des causes civiles (en attente de paiement des dettes) ou pour s'assurer de la personne d'un accusé en attente de son jugement.
Outre les condamnations civiles ont été galériens au temps du Roi Soleil :
- avec la révocation de l'édit de Nantes et la guerre des Camisards qui suivit, plusieurs centaines de protestants. Leur présence, bien documentée notamment par les témoignages de Jean Marteilhe ou Alexandre Astier, ne représente qu'environ 4% des galériens (1 500 sur 35 000 galériens selon A. Zysberg).
- des prisonniers turcs et maures marins ou soldats des navires barbaresques et prisonniers de guerre européens des guerres menées par Louis XIV.
- des volontaires, hérités de l'époque où la galère est encore une véritable carrière. Leurs conditions de vie étant à peine meilleures que celles des prisonniers et esclaves, ils disparaissent vers 1670 (remplacés par le rôle de mariniers de rame)
- des esclaves (aussi appelés, à tort, Turcs). Ils sont achetés (à Livourne, dans l’empire ottoman, à Malte,	Majorque ou Cagliari), peuvent être chrétiens (mais orthodoxes, ce qui permet au roi de se dédouaner) mais doivent être robustes. Parmi ces esclaves sont aussi achetés des Noirs de Guinée, décimés par le froid, et des guerriers iroquois dont la présence manque déclencher une guerre avec les peuples amérindiens.

La plus importante flotte européenne de galères au XVIIe siècle est celle de l'arsenal des galères. La Réale (navire amiral de la flotte des galères) contient à bord 384 rameurs royaux (la chiourme) pour la plupart prisonniers de guerre ou condamnés,et mesure 57 m de long ; à ces hommes s'ajoutent les soldats, la maistrance qui pilote le navire et les argousins chargés des garde-chiourmes (pertuisaniers) qui matent les prisonniers. Sur cet espace se trouvent donc plus de 600 hommes. La flotte de l'arsenal de Marseille en 1630, qui a plus de 20 galères, demande une véritable concentration de galériens, 6 000 hommes. 
Dans la galère commune, on trouve en général 260 galériens. L'équipage de la galère se décline ainsi: pour 260 galériens, 90 soldats, env. 20 matelots, environ 30 gardes-chiourmes et argousins, 3 maîtres d’équipage, 3 officiers major (dont le capitaine), un aumônier et un chirurgien.
La mise en place de cet arsenal exige non seulement une organisation militaire importante mais aussi un système pénitentiaire de plusieurs milliers d'hommes. C'est cet arsenal des galères qui est à l'origine des bagnes maritimes en France. La fin des galères en 1748 se traduit par le début de la transportation des condamnés aux colonies, suivant pour cela l'exemple anglais de Botany Bay.
Enfin pour faire face aux besoins de la puissance royale de Louis XIV et à la mortalité très importante des galériens, Colbert organise la mise en place d'un véritable réseau de recrutement à partir des prisons dans toutes les provinces de France. C'est l'épreuve de la chaîne qui oblige les prisonniers à aller à pied enchaînés au travers de toute la France.
Victor Hugo décrit cette épreuve dans Les Misérables au travers du personnage de Jean Valjean, qui se rend ainsi au bagne de Toulon. 
Jean Marteilhe, huguenot condamné pour faits de religion, décrit son parcours au travers de la France et sa vie de galérien dans son livre autobiographique, Mémoires d'un galérien du Roi-Soleil.

### La peine pénale aux galères
La condamnation aux galères, pour un temps de 3, 5, 6 ou 9 ans, voire à perpétuité, consiste en travaux forcés qui s'effectuent en principe sur les galères du roi, mais à partir de la fin du XVIIe siècle dans les arsenaux de la marine, où des bagnes sont organisés, c'est-à-dire des chantiers fermés et réservés aux personnes forcées de travailler (les forçats).
Les femmes condamnées aux galères voient leur peine commuée par des lettres patentes en une réclusion du même temps, soit dans une maison religieuse, soit à l'hôpital général de leur domicile. Ces lettres sont automatiquement délivrées par les services de la chancellerie, dès qu'un lieu de réclusion était arrêté avec l'avis des familles si elles se manifestent, et sinon d'office.
Une circulaire ministérielle recommande aux commandants des arsenaux et chantiers où sont établis des bagnes de faire en sorte que les personnes instruites, tels que les notaires, soient affectées à des travaux utiles en rapport avec leurs capacités et non à des travaux de force pour lesquels ils ne sont pas endurcis.
Une déclaration de Louis XV portant règlement des bagnes rappelle que les dimanches et jours de fêtes doivent être observés, que les condamnés ne sont forcés de travailler qu'un jour sur deux afin de contribuer à leur entretien, que pour les autres jours, ils doivent recevoir le salaire qui a cours chez les ouvriers des arsenaux, mais que ces sommes doivent être consignées et leur être remises, comme pécule et contre reçu, le jour de leur libération.
La marine recrute ses galériens auprès des tribunaux qui condamnent, dans un premier temps, les criminels et, par la suite, les petits délinquants, les faux-sauniers, les contrebandiers, les déserteurs, les mendiants, les vagabonds, les protestants, les révoltés contre les nouveaux impôts.
Colbert intervient ainsi auprès des juges :

« Le Roi m'a commandé de vous écrire ces lignes de sa part pour vous dire que, Sa Majesté désirant rétablir le corps des galères et en fortifier la chiourme par toutes sortes de moyens, est que vous teniez la main à ce que votre compagnie y condamne le plus grand nombre de coupables qu'il se pourra et que l'on convertisse même la peine de mort en celle des galères. »

— Lettre envoyée aux présidents de parlements (11 avril 1662)
Par une ordonnance signée par Louis XV le 27 septembre 1748, une partie des personnes condamnées aux galères sont dirigées vers des bagnes. On crée alors, dans les différents arsenaux de la marine, le bagne de Toulon et le bagne de Brest.
La peine des galères subsiste pendant la Révolution, comme le montre la loi du 22 août 1790, qui condamne à cette peine les voleurs ou les transporteurs à terre de munitions des vaisseaux d'une valeur supérieure à 50 francs (Bulletin des lois)

## Exécution de la peine
La peine des galères s'effectue sur l'une des nombreuses galères de la flotte royale (jusqu'à 40 selon Zysberg, un indice de la puissance du Roi-Soleil) si la condition physique du condamné le permet. Si la santé du détenu ne permet pas de l'embarquer sur un navire, il reste alors au bagne, sur la terre ferme. Cette condition est déterminée par une visite médicale effectuée à l'arrivée du condamné au port de Marseille.

### Le départ pour les galères
Après leur condamnation, les détenus restent quelque temps dans les prisons de la ville dans laquelle ils ont été jugés, puis condamnés, jusqu'au prochain départ organisé pour les bagnes et les galères. Ces prisons sont d'ailleurs souvent insalubres et parcourues de fièvres et de diverses maladies. Lorsque le départ des galères a lieu, quelques centaines de prisonniers partent, escortés de gardiens, et enchaînés tous ensemble, soit au cou soit aux chevilles. Ils sont tous embarqués sur des charrettes ou ils font le trajet depuis leur ville d'origine jusqu'aux galères, à pied. Le trajet peut durer parfois des semaines, et les bagnards sont souvent hués sur leur passage par les foules des villes et villages qu'ils traversent. Il arrive que les forçats, marchant à marche forcée pour atteindre les ports, succombent à la fatigue ou à la maladie avant d'atteindre Marseille, ville de mouillage de la flotte des galères.

### L'arrivée aux bagnes et aux galères
Après le long voyage des détenus, ils arrivent aux galères ou au bagne. On leur remet alors leur tenue très reconnaissable, avec un bonnet rouge court, qui ne couvre pas les oreilles, et une casaque grise. On les emmène ensuite chez le forgeron du bagne, qui est d'ailleurs souvent lui-même un galérien, pour qu'on leur mette leurs chaînes. Les galériens sont enchaînés entre les deux chevilles, ce qui limite leurs mouvements, et leurs chaînes sont reliées entre plusieurs prisonniers (en général par 2 ou 3), d'où le nom donné à cette marche, qu'on appelle la chaîne par métonymie. Ces chaînes qu'on leur met aux pieds permettent d'éviter les mouvements brusques, les tentatives d'évasion, et elles permettent aussi de les reconnaitre lorsqu'on les voit dans la rue. Ces menottes de métal sont attachées à leurs pieds pour de longues durées, elles n'ont donc pas de cadenas et de serrures. On les ferme avec un marteau, en enfonçant très profondément le métal, ce qui rend quasi-impossible de s'en libérer sans l'aide d'un forgeron ou au moins d'outils de métal.
Les forçats sont marqués au fer rouge des lettres GAL sur l'épaule.

### La peine
Les détenus sont alors conduits sur les galères royales, des bateaux longs et fins, rarement équipés de voiles. Les galériens vivent dans des conditions très difficiles, les moins robustes restent au bagne pour travailler. Les galériens sont donc à part, et ils vivent à plein temps sur le même bateau, sans jamais le quitter. La journée, pendant 12 heures (à raison de cycles d'une heure et demie, sauf en cas de manœuvre délicate ou d'urgence), ils doivent ramer sur le bateau, sous la menace des garde-chiourmes, qui n'hésitent pas à user de leur fouet pour faire accélérer la cadence aux rameurs trop lents et inefficaces. Les galériens sont donc enchaînés entre eux sur la galère, ce qui limite totalement leurs possibilités de mouvements, et les empêche de quitter la place qui leur est attribuée pour ramer sur le bateau. Lorsqu'ils ne rament pas, les galériens peuvent manger leurs maigres gamelles, qu'ils reçoivent deux fois par jour, le midi et le soir. Ces gamelles sont constituées de haricots et d'une livre (soit 900 grammes) de pain. Après avoir ramé toute la journée, on les conduit le soir sur leur « lit ». C'est en réalité un seul lit pour 40 personnes, qui sont toutes alignées sur des planches de bois, sans couvertures ni oreillers pour dormir. Le soir, on passe leurs chaînes dans des anneaux de fer soudés au lit, les empêchant ainsi de se lever et de quitter le lit pendant la nuit.
Les galériens survivent rarement plus de 10 ans sur les galères, tant les conditions de vie et d'hygiène sont déplorables. Deux tiers des galériens qui meurent sur la galère meurent avant la fin de la troisième année. Ils dorment à 40 sur un seul grand lit de bois rongé par la vermine, jamais nettoyé. Ils ne changent jamais de vêtements, et ne se lavent jamais. Les épidémies sont fréquentes, à la suite des invasions de rats et autres vermines sur les bateaux.
La rame pèse 130 kilos et est maniée par cinq hommes enchaînés à un même banc. Il y a en général 26 bancs dans une galère de 45 mètres de long et 9 mètres de large. Pour être efficace, la galère doit avancer à un rythme de vingt à vingt-cinq coups de rame par minute. C'est souvent la qualité de l'équipage qui fait la qualité du capitaine: ainsi, il arrive qu'un forçat bon marin voie une peine de trois ans prolongée aussi longtemps que le capitaine le jugera nécessaire. Inversement, un forçat mauvais marin, ou qui a les moyens de soudoyer un médecin, puisse être déclaré inapte à la tâche et renvoyé avant la fin de sa peine.

#### L'usage de la galère
La galère est un bateau maniable, mais d'assiette basse (c'est-à-dire bas sur l'eau). Ce bâtiment est donc peu utile en combat direct. Cependant, elle reste utile à la monarchie pour le transport de troupes, de munitions, de foin, d'argent, d'ambassadeurs. Les galères sont aussi des bâtiments de charge, et jouent le rôle de garde-côtes, d'escorteurs, de péniches de débarquement. Il leur arrive d'assumer la protection des marchands et la surveillance des eaux. La galère est en campagne deux à trois mois dans l'année ; le reste du temps, elle reste au mouillage au port, où elle est entretenue (notamment par les forçats).

### La peine hors de la galère
Les galériens ne vivent pas toute l'année sur la galère: les trois quarts du temps, ils sont débarqués à Marseille. Là, ils travaillent en ville et sur le port. Un galérien étant payé la moitié du salaire journalier, cette configuration est rentable pour les patrons, mais pas pour les ouvriers, qui peuvent se plaindre de la concurrence écrasante des forçats (12 000 forçats à Marseille, soit un quart de la population).
Les forçats effectuent de petits travaux, comme le débardage ou le chargement de bateaux. Certains sont des ouvriers qualifiés: ils sont alors pris dans les ateliers au service des maîtres. Les forçats qui refusent de travailler sont mis au tricot forcé de bas de coton jusqu'à ce qu'ils acceptent les travaux proposés.

Les tentatives d'évasion existent, mais les tentatives réussies sont rares, d'abord à cause des fers, ensuite à cause de la tenue reconnaissable des forçats. La remise d'un forçat aux autorités étant accompagnée d'une forte récompense, le coup de canon qui annonce une évasion est souvent suivi d'une chasse minutieuse et frénétique dans les environs de Marseille.

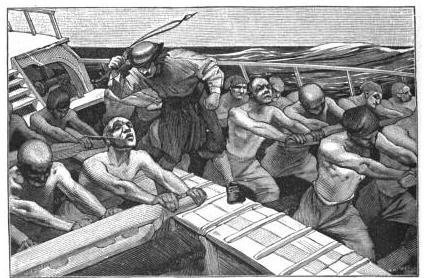
Galériens sur un navire.